# Evinayong
Evinayong – miasto w środkowej części kontynentalnej Gwinei Równikowej, u stóp góry Mount Chime (około 1200 m n.p.m. Samo miasto znajduje się na wysokości 630 m n.p.m. Jest stolicą Prowincji Środkowo-Południowej. W 2005 roku liczyło 8462 mieszkańców.